# Journal d'un gigolo
Journal d'un gigolo (Diario de un gigoló) est une série télévisée américaine, créée par Sebastián Ortega et diffusée au niveau mondial le 7 septembre 2022 sur Netflix.

## Synopsis
Emanuel est un jeune homme qui, recueilli par Minou, travaille comme gigolo auprès de femmes fortunées. Un jour, Ana, l'une de ses clientes lui demande de devenir l'ami de sa fille Julia, avec qui elle n'arrive plus à communiquer.

## Distribution
- Jesús Castro : Emanuel
- Victoria White : Julia
- Fabiola Campomanes : Ana, la mère de Julia
- Francisco Denis : Víctor, le deuxième mari d'Ana et le beau-père de Julia
- Begoña Narváez : Florencia, la fille de Minou
- Eugenia Tobal : Dolores, une amie d'Ana
- Alosian Vivancos : Abel, un gigolo
- Adriana Barraza : Minou, la patronne d'Emanuel et Abel
- Juan Cottet : Lino
- Mirta Márquez : Lola
- Victoria Biocca : Margui

## Production

### Développement
La série est créée par le réalisteur argentin Sebastián Ortega, qui a créé de nombreuses séries télévisées telles que Lalola, Los exitosos Pells, Graduados, El Marginal ou encore Cien días para enamorarse. Telemundo Global Studios annonce la production de Diario de un gigoló en novembre 2021

### Attribution des rôles
En août 2022, les médias publient la distribution de la série : Jesús Castro, Adriana Barraza, Fabiola Campomanes, Victoria White, Francisco Denis ou encore Begoña Narváez.

### Tournage
La série est tournée en Argentine.

### Fiche technique
Sauf indication contraire, les informations mentionnées dans cette section peuvent être confirmées par la base de données cinématographiques IMDb,  présente dans la section « Liens externes ».
- Titre original : Diario de un gigoló
- Titre français : Journal d'un gigolo
- Création : Sebastián Ortega
- Réalisation : Mariano Ardanaz
- Scénario : Silvina Fredjkes et Alejandro Quesada
- Musique : Diego Monk
- Production : Sebastián Ortega et Marcos Santana
- Société(s) de production : Telemundo Global Studios et Netflix
- Pays d'origine :  États-Unis
- Langue d'origine : Espagnol
- Format :1080i HDTV, 2160p 4K UHDTV, 5.1
- Genre : Drame, Suspense
- Durée : 43–54 minutes
- Date de première diffusion : 7 septembre 2022 sur Netflix

## Accueil

### Critiques
Pour le site spécialisé La Montée ibérique, la série « mêle habilement le drame, la romance, l’érotisme et le thriller » : « Globalement, Journal d’un gigolo est une série bien produite, divertissante, avec une intrigue qui sait toucher le spectateur en lui donnant ce qu’il attend avec un petit côté intriguant qui donne envie de dévorer les épisodes ».